# Sara Branham Matthews

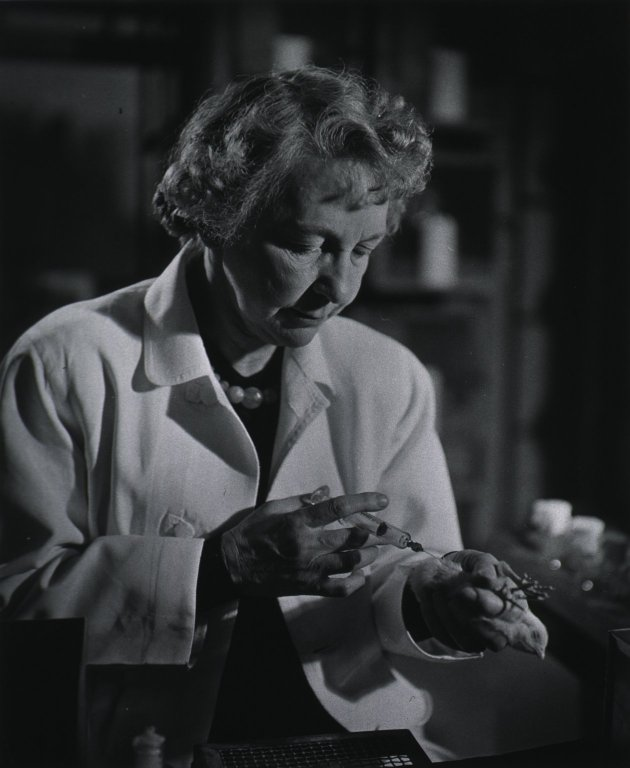
Sara Branham, 1955

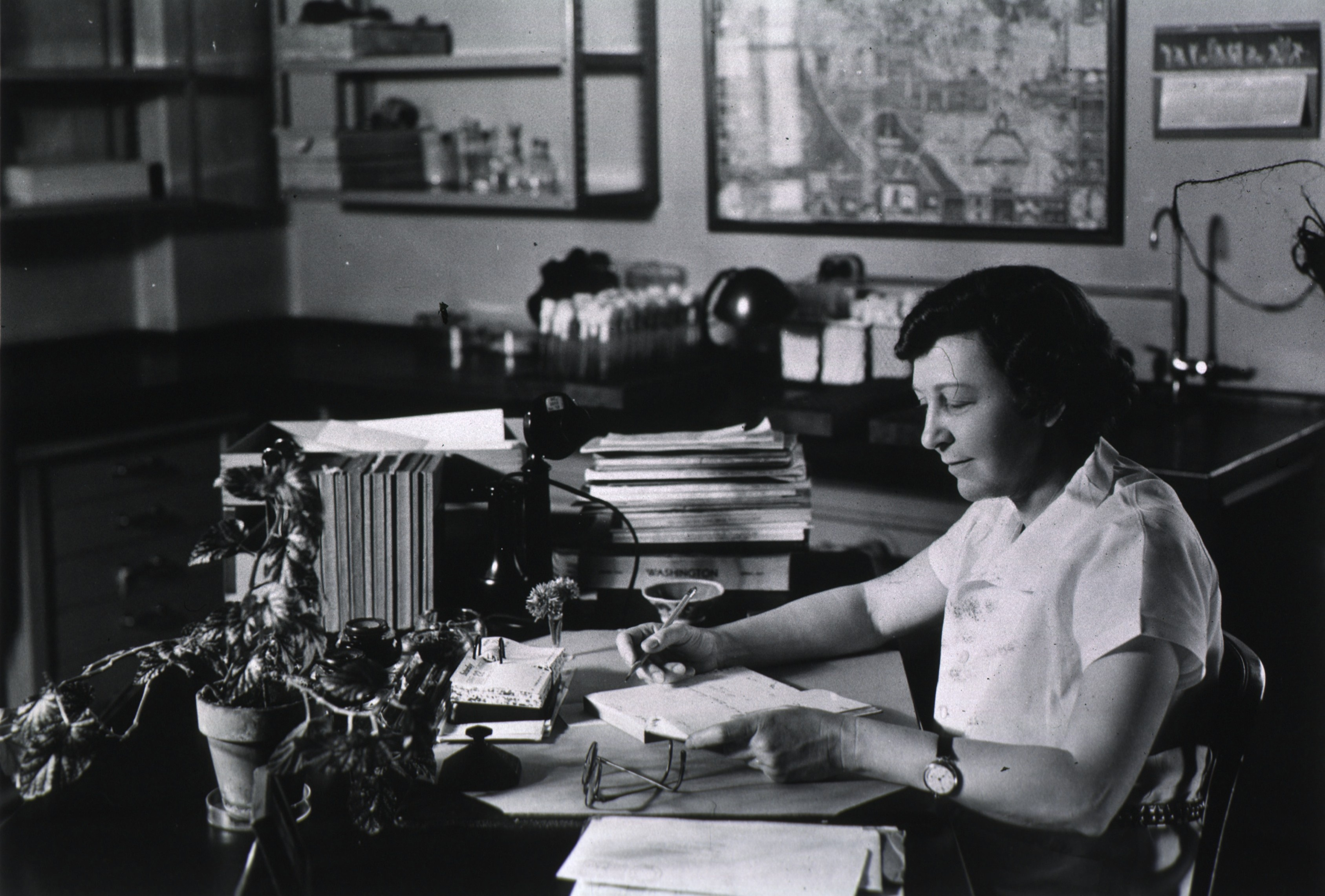
Sara Elizabeth Branham sitzt am Schreibtisch und verfasst einen Bericht, ca. 1938

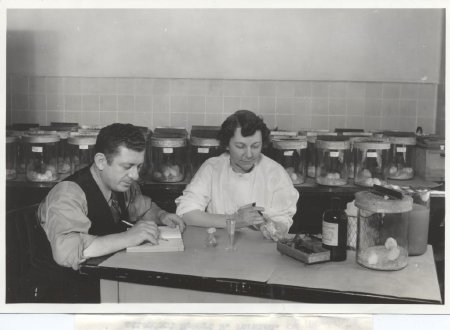
Die leitende Bakteriologin Sara E. Branham vom US-amerikanischen National Institute of Health inokuliert eine Maus mit Meningococcus Antiserum. Der technische Mitarbeiter Robert M. Forkish assistiert

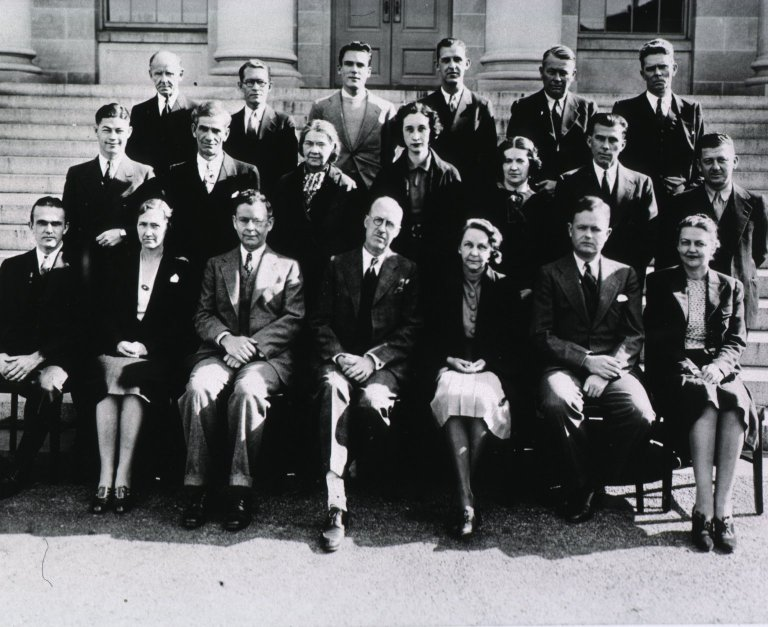
NIH Division of Biologics Control, mit Sara Branham, 1938

Sara E. Branham (* 25. Juli 1888 in Oxford, Georgia; † 16. November 1962) war eine US-amerikanische Mikrobiologin, Ärztin und Hochschullehrerin. Die von ihr entdeckten Meningokokken als Auslöser von Hirnhautentzündungen waren ein Schwerpunkt ihrer wissenschaftlichen Arbeit.

## Leben und Werk
Branham war die Tochter von Sarah Stone und Junius Branham. Ihre Mutter und Großmutter waren beide Absolventinnen der Wesleyan University und ihre beiden Großväter unterrichteten dort. 1907 schloss sie ihr Studium an der Wesleyan University mit einem Bachelor in Biologie ab und unterrichtete während der nächsten zehn Jahre Naturwissenschaften an Mädchenschulen in Sparta, Decatur und Atlanta. Sie schrieb sich an der University of Colorado ein und arbeitete als Laborassistentin. Sie erwarb einen zweiten Bachelor-Abschluss in Chemie und Biologie. 1917 begann sie Kurse an der University of Colorado zu besuchen und innerhalb weniger Wochen wurde sie angeworben, Bakteriologie an der Medizinischen Fakultät der University of Colorado zu unterrichten, da es im Ersten Weltkrieg einen Mangel an Männern in der Abteilung gab. 1919 erwarb sie einen zweiten Bachelor-Abschluss an der Universität in Chemie und Zoologie. Während der Influenzapandemie von 1918 bis 1919 zog sie nach Chicago, um in die medizinische Forschung einzusteigen. An der University of Chicago erhielt sie einen Master-Abschluss in Bakteriologie mit Auszeichnung und promovierte dort 1923. Ihre Forschungen ermöglichten ihr eine Position als Ausbilderin in der Abteilung für Hygiene und Bakteriologie.

### Forschung am National Institutes of Health
1927 begann sie als Associate an der medizinischen Fakultät der University of Rochester bei dem Bakteriologen Stanhope Bayne-Jones zu arbeiten. Als kurz danach der Ausbruch von Meningokokken aus China nach Kalifornien kam, begann sie für das heutige National Institutes of Health (NIH) (damals bekannt als Hygienic Laboratory des United States Public Health Service) in Bethesda (Maryland) zu arbeiten. Als leitende Bakteriologin forschte sie an Meningokokken. 1955 wurde sie zur Leiterin der Abteilung für bakterielle Toxine in der Abteilung für biologische Standards befördert.
Sie zeigte als erste, dass Sulfonamide bei der Bekämpfung von Meningitis wirksamer waren als das damalige Antiserum. Sie untersuchte die von Shigella dysenteriae produzierten Toxine und trug wesentlich zur Taxonomie von Neisseria bei. Als Anerkennung für ihre Arbeit mit Neisseria wurde der nicht pathogene Stamm Neisseria catarrhalis 1974 in Branhamella (catarrhalis) umbenannt. Seit 1991 wird dieser Stamm unter dem Artnamen Moraxella catarrhalis geführt.
Sie war in vielen wissenschaftlichen Gesellschaften aktiv, einschließlich der Society of American Bacteriologists (später der American Society for Microbiology). Sie war Delegierte auf dem Ersten und Zweiten Internationalen Kongress für Mikrobiologie 1930 in Paris und 1936 in London.
Sie veröffentlichte über achtzig Artikel und half bei der Erstellung vieler Lehrbücher. Ihre Arbeiten werden in der United States National Library of Medicine aufbewahrt.
1945 heiratete sie den pensionierten Geschäftsmann Philip S. Matthews, der 1949 verstarb. 1958 beendete sie ihre Tätigkeit am NIH und starb 1962 nach einem plötzlich auftretendem Herzinfarkt.

## Auszeichnungen
- 1924:  Howard Taylor Ricketts Prize, University of Chicago
- 1950:  erster Distinguished Service Award des Wesleyan College
- Ehrendoktor der Naturwissenschaften, University of Colorado
- 1959:  Medical Woman of the Year, American Medical Women’s Association
- 1992: in der ersten Klasse der Eingeweihten von Georgia Women of Achievement